# (5347) Orestelesca
(5347) Orestelesca es un asteroide perteneciente al cinturón de asteroides, descubierto el 24 de febrero de 1985 por Eleanor F. Helin desde el Observatorio del Monte Palomar, Estados Unidos.

## Designación y nombre
Designado provisionalmente como 1985 DX2. Fue nombrado Orestelesca en honor al astrónomo amateur Oreste Lesca, también es fotógrafo y amante de la naturaleza que siempre ha capturado detalles difíciles de alcanzar con su cámara, particularmente sus imágenes astronómicas.

## Características orbitales
Orestelesca está situado a una distancia media del Sol de 3,009 ua, pudiendo alejarse hasta 3,129 ua y acercarse hasta 2,889 ua. Su excentricidad es 0,039 y la inclinación orbital 11,09 grados. Emplea 1907,24 días en completar una órbita alrededor del Sol.

## Características físicas
La magnitud absoluta de Orestelesca es 12,5. Tiene 11,499 km de diámetro y su albedo se estima en 0,232. 